# Леопард из Рудрапраяга
Леопард из Рудрапраяга — самец индийского леопарда, убивший и съевший по меньшей мере 125 человек в районе округа Рудрапраяг (на территории современного индийского штата Уттаракханд) с 1918 года по 14 апреля 1926 года. Застрелен известным охотником на больших кошек Джимом Корбеттом 2 мая 1926 года. Ход охоты на хищника был описан им в книге «Леопард из Рудрапраяга», опубликованной в 1947 году.

## Статистика по жертвам
В книге «Леопард из Рудрапраяга» Корбетт приводит следующую статистику по убитым:

### По годам
- 1918 — 1 жертва;
- 1919 — 3 жертвы;
- 1920 — 6 жертв;
- 1921 — 23 жертвы;
- 1922 — 24 жертвы;
- 1923 — 26 жертв;
- 1924 — 20 жертв;
- 1925 — 8 жертв;
- 1926 — 14 жертв.

### По населённому пункту
- Деревня Чопра — 6 жертв;
- Деревни Котхки, Ратаури — по 5 жертв;
- Деревня Бияракот — 4 жертвы;
- Деревни Накот, Гандхари, Какханди, Дадоли, Кетхи, Ихирмоли, Голабраи, Ламери — по 3 жертвы;
- Деревни Баджаду, Рампур, Маикоти, Чхатоли, Коти, Малода, Раута, Канде (Йоги), Баурун, Сари, Ранау, Пунар, Тилани, Баунтха, Награсу, Гвар, Марвара — по 2 жертвы;
- Деревни Азон, Пилу, Бхаунсал, Мангу, Баинджи, Кхамоли, Сванри, Пхалси, Канда Дхаркот, Данджи, Гунаун, Бхатчаон, Бавал, Барзил, Бхаинсгаон, Нари, Сандар, Таменд, Кхатиана, Сеопури, Сан, Сиунд, Камера, Дармари, Дхамка Бела, Бела Кунд, Саур, Бхаинсари, Байну, Квили, Дхаркот, Бхаингаон, Чхинка, Дхунг, Киури, Балюн, Кандал, Покхта, Тхапалгаон, Бансу, Наг, Баисани, Рудрапраяг, Гвар, Кална, Бхунка, Камера, Саил, Пабо, Бхаинсвара — по 1 жертве.

## Охота на людоеда
В 1921 году двое молодых британских офицеров прибыли в Рудрапраяг с целью убить людоеда. Они обустроили засаду у входов на подвесной мост через реку Алакнанду с обоих берегов, где просидели два месяца. Наконец леопард вышел на мост, и один из офицеров произвёл в него семь выстрелов. Один из выстрелов настиг цель, и людоед скрылся. Посчитав, что леопард смертельно ранен, офицеры провели долгие и безуспешные поиски трупа. Как выяснилось позднее, выстрел лишь повредил хищнику подушечку на пальце левой задней лапы, после чего тот не убивал людей в течение полугода.
Джим Корбетт в первый раз прибыл в Рудрапраяг для охоты на людоеда в 1925 году. Безуспешная охота продлилась десять недель, после чего поздней осенью сильно уставший Корбетт был вынужден отбыть по делам. Ранней весной 1926 года охотник вернулся закончить начатое.
В качестве приманки использовались как козы, так и недоеденные леопардом тела убитых им людей. В трупы с целью отравить хищника закладывали капсулы с цианидом. Западни обустраивали капканами и самострелами.
Корбетт считал все попытки выследить леопарда тщательно подготовленными. По его мнению, все неудачные попытки убить или поймать животное закончились провалом по причине крайнего невезения. Наконец, ночью на 2 мая 1926 года охотник застрелил людоеда. Задокументированная длина леопарда составила 7 футов 6 дюймов (228,6 см).
Осмотр убитого леопарда показал, что зубы у него были стёрты, зверь также имел много старых, глубоких и частично заживших ран.

## В кино
История охоты на хищника легла в основу фильма «The Man-Eating Leopard of Rudraprayag» (с англ. — «Леопард-людоед из Рудрапраяга») из цикла «Manhunters» (с англ. — «людоеды»), показанного каналом BBC Two в 2005 году.